# Cyanea kuhihewa
Espèce
Statut de conservation UICN

 CR (Possibly Extinct in the Wild) D : 
En danger critique
Cyanea kuhihewa est une espèce de plante de la famille des Campanulaceae. Elle est peut-être éteinte au niveau sauvage.

## Répartition et habitat
Auparavant présente dans tout l'archipel d'Hawaï, cette espèce ne survit plus que sur l'île de Kaua'i où elle n'a pas été observée depuis 2003.
Elle pousse dans la forêt tropicale humide de basse altitude avec Metrosideros polymorpha, Dicranopteris linearis, Broussaisia arguta, Cibotium sp., Clermontia fauriei, Bidens sp., Dubautia knudsenii, Ilex anomala, Psychotria spp., Kadua spp., Melicope spp., Pipturus sp., Cyrtandra spp., et Antidesma. 